# Serio Morto
Il Serio Morto (Sère Mòrt in dialetto cremasco, Séri Mòort in dialetto soresinese) è un corso d'acqua minore della Provincia di Cremona. Si tratta di una serie di tronconi che con il tempo hanno formato un'unica continuità idrografica.

## Geografia
Il primo di questi tronconi è il Serio Morto di Ricengo, conosciuto anche come Fossato Vetere, che ha origine presso alcuni fontanili nel territorio comunale di Casale Cremasco-Vidolasco. Il corso d'acqua che ne deriva ha un andamento sinuoso fino alla cascina Calderara, proseguendo poi in forma di rettifilo fino a sud di Vergonzana, parzialmente coincidente con la roggia Malcontenta che deriva acqua dal Serio "vivo" fin dal 1363.
Tra gli abitati di Madignanello e Ripalta Vecchia, in comune di Madignano, il corso d'acqua piega decisamente verso sud-est, come tutti i fiumi della bassa lombarda, occupando una valle relitta del Serio. Negli anni trenta il tratto fra Madignano e Castelleone fu rettificato, realizzando anche un canale scaricatore, parzialmente in galleria, col fine di portare l'acqua in eccesso nell'Adda presso l'abitato di Gombito. Il tratto fra Castelleone e la foce di Pizzighettone fu ugualmente rettificato tra il 1948 e il 1952.
La profondità del canale varia da 60 a 150 cm, la sua la larghezza da 4 a 10 m. Il Serio Morto ha una portata d'acqua perenne senza periodi di asciutta.

## Storia
Storicamente è accertato che il tratto del Serio Morto compreso fra Madignano e Pizzighettone rappresenti il vecchio corso del fiume Serio. Studi più approfonditi sulla morfologia del terreno farebbero pensare che in tempi molto antichi il Serio sfociasse nell'Adda ancora più a sud, dopo Acquanegra Cremonese, se non addirittura direttamente nel Po.
Di fatto, studiando i documenti d'archivio, parrebbe accertato che il fiume Serio percorresse questa valle relitta in maniera esclusiva fino all'XI secolo facendo da confine tra Cremasco e Cremonese; sulle sue rive sorse nel 1188 Castelleone come baluardo di difesa contro le azioni militari cremasche. È noto invece che già nel 1361 il Serio vivo percorresse il tracciato che ancor oggi gli è proprio e che lo porta a confluire nell'Adda a Bocca Serio, presso Ripalta Arpina.
I motivi di questo mutamento parrebbero ascriversi a lenti movimenti dei terreni o a sovralluvionamenti, in tempi in cui i fiumi avevano portate d'acqua assai maggiori, quindi più violente, rispetto ad oggi, perché non sfruttate per usi antropici. Non è escluso che per un certo periodo il fiume percorresse i due rami contemporaneamente e solo in seguito avesse abbandonato la valle ora relitta.
Altre teorie propendono invece per una deviazione artificiale del corso del fiume stesso, operato dai monaci dell'abbazia Cluniacense di Madignano nel corso dell'XI secolo, al fine di bonificare la zona dagli acquitrini causati dalle piene del fiume stesso. Inoltre alcune leggende, prive però di riscontri storici, attribuiscono la deviazione a tale Masano, signore di Crema, che volle risanare la zona, ritenuta insalubre, ed utilizzarla a fini agricoli.
L'originaria valle rimase percorsa dai residui rami del corso fluviale mentre paludi e acquitrini occuparono per diversi secoli queste terre, contrastati solamente dalla limitata azione di bonifica dei coloni locali. A cavallo degli anni trenta del XX secolo venne scavato l'attuale canale di bonifica che finì per drenare ogni ristagno d'acqua.

## Natura
La zona mantiene tuttavia caratteristiche ambientali non certo trascurabili: le scarpate morfologiche che, ben scolpite nei depositi alluvionali del piano generale di campagna, mostrano un caratteristico sviluppo a festoni che rappresenta una traccia delle erosioni attuate dalle antiche anse fluviali del fiume Serio e sono oggi percorse da tratti boschivi. Permangono anche alcuni meandri risalenti al periodo precedente alla bonifica, con flora e fauna caratteristici degli ambienti umidi padani. È per questo che è stato istituito un parco sovracomunale, detto del Serio Morto, che allo stato attuale coinvolge i comuni di San Bassano e Castelleone, ma è auspicabile un suo allargamento all'intero tratto fra Madignano e Pizzighettone.